# Gerard Anthony Visscher
Pour les articles homonymes, voir Visscher.
Gerard Anthony Visscher, né le 27 septembre 1762 à Utrecht et mort dans cette ville le 14 janvier 1827, est un homme politique néerlandais.

## Biographie
Visscher sort diplômé en droit de l'université d'Utrecht le 14 juin 1782 et s'installe comme avocat. Impliqué dans la Révolution batave, il est membre de la municipalité patriote d'Utrecht d'août 1786 à septembre 1787. À cette date, l'armée prussienne réprime la Révolution ; Visscher est jugé coupable de crime de lèse-majesté et ses biens sont confisqués et il est radié du barreau.
En janvier 1795, la Révolution reprend. Visscher redevient membre de la municipalité d'Utrecht, qui annule le jugement de 1787. Membre de l'assemblée provinciale en juillet, il en devient le représentant aux États généraux le 14 octobre. Le 1er mars 1796, les États généraux sont remplacés par la première Assemblée nationale de la République batave. Visscher y est élu par les électeurs d'Utrecht et il siège aux côtés des fédéralistes. Réélu en 1797, il est choisi pour intégrer la nouvelle commission constitutionnelle. Mais le 22 janvier 1798, un coup d'État unitariste conduit par Pieter Vreede chasse les députés fédéralistes – dont Visscher – de l'Assemblée. Après l'adoption d'une constitution unitariste en mai 1798, un nouveau coup d'État renverse les unitaristes le 12 juin. Les exclus de janvier sont rappelés, avant de nouvelles élections le 15 juillet. Non réélu, il est désigné commissaire du Directoire dans le département du Dommel.
Après la mise en place de la Régence d'État en octobre 1801, Visscher est nommé député d'Utrecht au Corps législatif batave. Il est tiré au sort lors du renouvellement de juin 1802 et quitte l'assemblée. Le 1er mars 1803, il devient procureur à Utrecht et le reste jusqu'en 1808, quand il devient procureur du roi à Amsterdam. Il prend sa retraite en 1810, après l'abdication de Louis Bonaparte.